# Stallo
Le Stallo, Stállu (same du nord) ou Stalo (same du sud), parfois écrit Stállo, est un être mythique qui apparaît dans des rôles différents dans les croyances populaires sames. Le Stallo intervient principalement dans deux types de contes et légendes, soit en tant que troll mangeur d'hommes, soit comme un fantôme ou démon envoyé par un noaide (chaman). Les Stallo sont méchants, plus grands et plus forts que les êtres humains, mais ils sont aussi plus bêtes, de sorte qu'il est souvent possible de les tromper.
Selon Claude Lecouteux (voir Bibliographie), le nom de Stallo, qui est à rapprocher du norvégien et du suédois stål (acier), signifie « celui-qui-est-revêtu-d'acier ». C'est un géant cannibale d'une force surhumaine, qui sort à Noël et est accompagné d'un chien : si on tue Stallo, il faut abattre aussi son chien, sans quoi il léchera le sang de son maître et Stallo ressuscitera. On le retrouve dans de nombreux toponymes, comme Stàlo-Javr'i (« lac de Stallo ») ou Stàlo-Bak'ti (« montagne de Stallo »).
Dans certains contes, le personnage de Stallo se confond avec la légende du cyclope Polyphème.

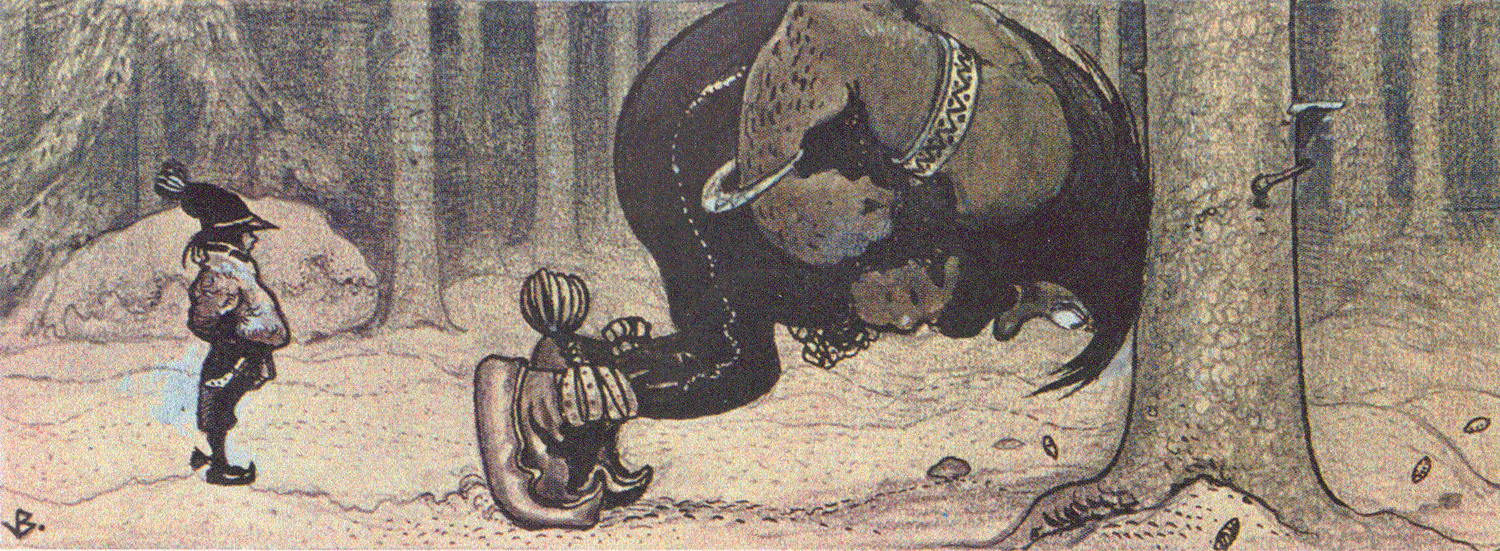
Illustration de John Bauer